# Оришев, Александр Борисович
Александр Борисович Оришев (род. 25 июня 1971, Глазов) — доктор исторических наук, философ и политолог.

## Биография
Из семьи военнослужащего. В 1993 г. окончил Липецкий государственный педагогический институт (ЛГПИ). С 2008 г. — профессор кафедры философии Елецкого государственного университета. В 2009—2011 гг. заведовал кафедрой общественно-гуманитарных и социально-экономических дисциплин в Московском институте юриспруденции. В 2011—2012 г. заведовал кафедрой рекламы и связей с общественностью Международного института рекламы в Московском финансово-промышленном университете «Синергия».
В 2008—2012 гг. выступал в качестве эксперта на центральных каналах российского телевидения («Культура», «Совершенно секретно», «ТВ-3», «ТВ-Мир»).
Заведующий кафедрой гуманитарных и естественнонаучных дисциплин, преподаватель дисциплин «История», «Философия», «Политология», «Научно-исследовательская работа» в Институте бизнеса и дизайна.

## Научная деятельность
Область научных исследований — политика великих держав на Ближнем и Среднем Востоке, ислам и исламизация Европы, социологические исследования рекламы и связей с общественностью, избирательные кампании и избирательный процесс.
В 1998 году защитил кандидатскую, в 2007 году — докторскую диссертацию «Иран в политике нацистской Германии на Среднем Востоке накануне и в годы Второй мировой войны (1933—1943 гг.)»; доцент (2003).
Автор более 250 работ, в том числе 6 монографий и двух учебников.

### Избранные публикации
Книги
- Оришев А. Б. В августе 1941-го. — М.: Вече, 2011. — 315 с. — (1418 дней Великой войны). — 3000 экз. — ISBN 978-5-9533-5256-7.
- Оришев А. Б. Иран в политике нацистской Германии на Среднем Востоке накануне и в годы Второй мировой войны (1933—1943 гг.) : автореф. … д-ра ист. наук. — Казань, 2007. — 45 с. — 100 экз. Архивировано 4 марта 2016 года.
- Оришев А. Б. Иранский узел : схватка разведок. 1936—1945 гг. — М.: Вече, 2009. — 395 с. — (Военные тайны XX века). — ISBN 978-5-9533-3934-6.
- Оришев А. Б. Политика нацистской Германии в Иране. — СПб.: Юрид. центр Пресс, 2005. — 280 с. — (Теория и история государства и права). — 1050 экз. — ISBN 5-94201-424-8.
- Оришев А. Б. Политика фашистской Германии в Афганистане. — Елец: ЕГУ, 2000. — 229 с. — 500 экз. — ISBN 5-900130-78-9.
- Оришев А. Б. Политика фашистской Германии в Афганистане накануне и в годы второй мировой войны (1933—1943 гг.) : Автореф. дис. … канд. ист. наук. — Воронеж, 1998. — 24 с.
- Оришев А. Б. Тайные миссии абвера и СД в Иране. — М.: МИЮ; Елец: ЕГУ им. И. А. Бунина, 2006. — 160 с.

Учебники
- Бурковская В. А., Оришев А. Б. Политология : учебно-методическое пособие для студентов, обучающихся по специальности «Юриспруденция». — Елец: Елец. фил. НОУ «Рос. новый ун-т», 2008. — 227 с. — 500 экз. — ISBN 978-5-94947-058-9.
- Оришев А. Б. Политология : учебник : для студентов высших учебных заведений, обучающихся по специальностям: 151900, 230100, 280700 : соответствует Федеральному государственному образовательному стандарту 3-го поколения. — М.: РИОР : Инфра-М, 2011. — 287 с. — 1000 экз. — ISBN 978-5-369-00981-9.; ISBN 978-5-16-005120-8
- Оришев А. Б. Социология рекламной деятельности : учебник : для студентов высших учебных заведений, обучающихся по специальностям 032401 — Реклама, 080111 — Маркетинг и по направлению 100700 — Торговое дело : соответствует Федеральному государственному образовательному стандарту 3-го поколения. — М.: РИОР : ИНФРА-М, 2012. — 233 с. — 1000 экз. — ISBN 978-5-369-01064-8.; ISBN 978-5-16-005574-9.

Статьи
- Дунаева Е. Д., Мамедова Н. М., Оришев А. Б. Советский Союз и Иран (1933—1945) // СССР и страны Востока накануне и в годы Второй мировой войны / Отв. ред. В. В. Наумкин. — М.: ИВРАН, 2010. — С. 265—314.
- Оришев А. Б. Гитлер вербовал союзников на Среднем Востоке (Тайное военное сотрудничество нацистской Германии, Ирана, Афганистана) // Военно-исторический журнал. — 2002. — № 8. — С. 68-71.
- Оришев А. Б. Политика Германии в Иране накануне второй мировой войны // Новая и новейшая история. — 2002. — № 6. — С. 25-36.
- Оришев А. Б. Провал профашистской операции «Аманулла» // Военно-исторический журнал. — 2003. — № 3. — С. 16-21.
- Оришев А. Б. Тайная война спецслужб в Иране. Советская и британская разведки против абвера и СД // Военно-исторический журнал. — 2003. — № 5. — С. 40-45.
- Оришев А. Б. Победит тот, кто будет владеть Востоком. Из дневника немецкого разведчика Ф. Майера. Иран. 1941—1942 // Отечественные архивы. — 2003. — № 3. — С. 51-74.
- Оришев А. Б. Крах «Вайтшпрунга» — авантюры нацистов на Востоке // Азия и Африка сегодня. — 2003. — № 7. — С. 66-69.
- Оришев А. Б. Вторая мировая война и проблема сохранения независимости афганского государства в постановлениях Лоя джирги // История государства и права. — 2003. — № 5. — С. 61-64.
- Оришев А. Б. Экспансия нацистской Германии на Средний Восток накануне Второй мировой войны // Вопросы истории. — 2005. — № 5. — С. 114—122.
- Оришев А. Б. Иран, август 1941-го // Азия и Африка сегодня. — 2005. — № 7. — С. 51-57.
- Оришев А. Б. Нацисты в Иране // Азия и Африка сегодня. — 2009. — № 3. — 62-67.
- Оришев А. Б. Особенности модернизации Ирана при Реза-шахе Пехлеви // Восток. — 2009. — № 6. — С. 74-83.

## Награды и признание
- заслуженный деятель науки и образования (почётное звание Российской академии естествознания; 2011)
- медаль и премия 14-го всероссийского конкурса (2002) для молодых учёных РАН, других учреждений и организаций в области истории — за монографию «Политика фашистской Германии в Афганистане»
- лауреат журнала «Отечественные архивы» (3-е место в конкурсе лучших научных работ, опубликованных в 2002 г.) — за опубликование материала «Победит тот, кто будет владеть Востоком. Из дневника немецкого разведчика Франца Майера. Иран. 1941—1942»
- премия имени Л. С. Коцаря для молодых учёных Липецкой области — за цикл научных работ в центральных реферируемых журналах о политике нацистской Германии в Иране
- диплом конкурса «Лучшая научная книга 2005 года» в номинации «Гуманитарные науки» (Фонд развития отечественного образования)
- серебряная медаль им. В. И. Вернадского — за успехи в развитии отечественной науки[3].